# Человек с рентгеновскими глазами
«Человек с рентгеновскими глазами» — фильм в жанре боди-хоррор режиссёра Роджера Кормана, вышедший 18 сентября 1963 года.

## Сюжет
Хирург Джеймс Ксавьер близок к открытию состава, позволяющего человеку видеть предметы насквозь (рентгеновское зрение). Когда начальство закрывает его проект, он продолжает исследования самостоятельно и достигает успеха. Сила зрения варьируется: то он видит сквозь одежду, то до костей… Во время операции он использует новую способность, чтобы показать коллеге Бенсону, где надо делать разрез, но тот не верит ему. Тогда Ксавьер ранит его и успешно проводит операцию сам. Оскорбленный Бенсон намерен официально обвинить Ксавьера в нарушении профессиональной этики. В процессе ссоры Ксавьер случайно убивает его и скрывается. Он устраивается в бродячий цирк под именем Ментало, человека с рентгеновскими глазами. Однажды цирк приезжает в город, где происходит действие. На ярмарке доктор помогает женщине, сломавшей ногу и два ребра (что обычный человек неспособен увидеть). Его помощник Крэйн сразу понимает, что на медицинской диагностике можно заработать гораздо больше, чем на цирковом шоу. Вместе они открывают дело. Через какое-то время Дайана, подруга Ксавьера, находит его и говорит с ним. Из их разговора Крэйн узнает, что Ментало на самом деле — Джеймс Ксавьер, объявленный в розыск за убийство, и начинает шантажировать доктора: если он сбежит с Дайаной и бросит дело, Крэйн позвонит в полицию. Оттолкнув его, герои сбегают. Они уезжают в Лас-Вегас, где Джеймс сможет с помощью своего дара обогатиться в казино и продолжить работу. Сначала он много выигрывает в казино, но это вызывает подозрение у оппонентов. Когда один из них начинает в открытую интересоваться, в чём секрет доктора, то дерется с ним. С Джеймса спадают темные очки, и все видят его глаза c чёрными белками. Люди обвиняют его в шулерстве, но им с Дайаной удаётся сбежать, бросив в толпу пачку денег. Ксавьер угоняет машину, но его настигает полицейский вертолёт. Пытаясь спастись, доктор съезжает с обрыва и разбивает машину. Дальше он идет пешком и приходит в палатку проповедника, цитирующего Нагорную проповедь: «Если твой правый глаз соблазняет тебя, вырви его и брось от себя». Паства хором повторяет. Восприняв цитату как руководство к действию, Ксавьер вырывает себе глаза.

## В ролях
- Рэй Милланд — доктор Джеймс Ксавьер («Ментало»)
- Дайана ван дер Влис — доктор Дайана Фэйрфакс
- Харольд Джей Стоун — доктор Сэм Брэнт
- Джон Хойт — доктор Уиллард Бенсон
- Дон Риклз — Крэйн

### В титрах не указаны
- Моррис Анкрум — мистер Боухэд
- Вики Ли — пациентка в операционной
- Барбура Морис — медсестра в операционной
- Берт Стивенс — директор казино
- Джеффри Сейр — ассистент крупье
- Джон Диркес — проповедник
- Кэтрин Харт — миссис Март, пациентка Ксавьера во время его сотрудничества с Крэйном
- Космо Сардо — член медицинского совета
- Джонатан Хейз — Геклер

## Факты
- «Икс», указанный в названии, имеет несколько значений: название препарата, стимулирующего рентгеновское зрение, икс-лучи (другое название рентгена) и отсылка к фильмам «Доктор Икс» (1932) и «Возвращение доктора Икс» (1939). В обоих фильмах есть доктор по фамилии Ксавьер (в каждом свой: несмотря на название, фильмы сюжетно не связаны друг с другом), прозванный прессой «Доктор Икс».
- Фильм включен Стивеном Кингом в список самых значимых фильмов ужасов, снятых в 1960-е — 1970-е годы. В своей книге «Пляска смерти» он утверждает, что были слухи о том, что изначально финал фильма был чуточку длиннее: Ксавьер, вырвав себе глаза, должен был крикнуть «Я всё ещё вижу» (I can still see!). Корман опроверг эту версию, но выразил удовольствие такому варианту финала.